# Julian Sadłowski
Julian Sadłowski (ur. 15 lutego 1907 w Warszawie, zm. 14 września 1974 tamże) – polski rzemieślnik, przewodniczący Związku Izb Rzemieślniczych (1947–1972), poseł na Sejm Ustawodawczy (1947–1952), członek Ogólnopolskiego Komitetu Frontu Jedności Narodu w 1958.

## Życiorys
Urodził się w rodzinie rzemieślników warszawskich. Uczył się początkowo w Gimnazjum Mariana Rychłowskiego w Warszawie, a następnie w Szkole Handlowej Średniej „Koła Prażan” na Pradze. Maturę uzyskał w gimnazjum im. Władysława IV, później kształcił się w Wyższej Szkole Dziennikarskiej. W tym samym czasie pomagał ojcu w prowadzeniu zakładu wędliniarskiego. Uzyskał wykształcenie na czeladnika i mistrza. Należał do Cechu Wędliniarzy w Warszawie, gdzie pełnił obowiązki podstarszego, przewodniczącego Komisji Egzaminacyjnej Czeladniczej oraz członka analogicznej Komisji Mistrzowskiej. W 1936 został prezesem organizowanej przez siebie Spółdzielni Wędliniarzy i Rzeźników „Żubr” w stolicy. Przed wojną i w czasie wojny kierował kursami wędliniarskimi w Rzemieślniczym Instytucie Naukowym.
Po II wojnie światowej organizował Spółdzielnię Przemysłu Mięsnego w Warszawie (był jej prezesem). 17 grudnia 1946 został wybrany prezesem Związku Izb Rzemieślniczych RP – funkcję tę pełnił do przejścia na emeryturę w 1972. W wyborach z 19 stycznia 1947 kandydował z listy Stronnictwa Pracy w okręgu Warszawa, jednak po zdobyciu mandatu pozostał posłem bezpartyjnym. W 1947 został przewodniczącym Związku Izb Rzemieślniczych – funkcję sprawował do 1972. Był także prezesem Rzemieślniczej Spółdzielni Specjalistycznej Elektryków w Warszawie, członkiem Prezydium Komitetu Drobnej Wytwórczości, a także współtwórcą Muzeum Rzemiosł Artystycznych i Precyzyjnych w stolicy. 
Odznaczony m.in. Krzyżami Kawalerskim, Oficerskim i Komandorskim Orderu Odrodzenia Polski, Złotym i Srebrnym Krzyżem Zasługi, Honorową Odznaką Rzemiosła, a także Złotą Odznaką Honorową „Zasłużony dla m.st. Warszawy”. W 1977 w budynku przy ul. Miodowej 14 (siedzibie Centralnego Związku Rzemiosła, obecnie: Związek Rzemiosła Polskiego) odsłonięto tablicę pamiątkową ku pamięci Juliana Sadłowskiego. Od 1986 jest patronem konkursu organizowanego przez Związek Rzemiosła Polskiego. 
Zmarł 14 września 1974. Został pochowany na cmentarzu Powązkowskim (kwatera 148-5-23).